# Jean-François Ducis
Jean-François Ducis (Versalles, 14 de agosto de 1733-31 de marzo de 1816) fue un poeta y dramaturgo francés.

## Biografía
Fue secretario del conde de Provenza y miembro de la Academia de Lyon, habitual en el salón de los Necker. Sustituyó al fallecido Voltaire en la Academia Francesa el 28 de diciembre de 1778. Se declaró a favor de la Revolución Francesa. Adaptó al gusto Neoclásico francés las obras de Shakespeare, que tradujo en verso sin conocer el idioma, valiéndose de las traducciones al francés de Pierre-Antoine de La Place y de Pierre Letourneur, ellas mismas bastante infieles. Sin embargo, a pesar de su supresión de las escenas violentas y de la mala comprensión de las obras originales, las obras de Shakespeare en la versión de Ducis fueron muy aplaudidas.

## Obras

### Versiones de Shakespeare
- 1760 Hamlet
- 1772 Roméo et Juliette
- 1783 Le roi Lear
- 1784 Macbeth
- 1791 Jean sans Terre
- 1792 Othello

### Obras originales
- 1771 Le banquet de l'amitié
- 1778 Œdipe chez Admèle
- 1795 Abufard ou la Famille arabe
- 1797 Œdipe à Colonne
- 1801 Phédor et Waldamir
- 1809 Mélanges
- 1813 Épîtres et poésies diverses
- 1826 Œuvres posthumes publiées par Campenon

| Predecesor: Voltaire | Silla 33 Academia francesa 1778-1816 | Sucesor: Raymond de Sèze |

- Datos: Q2500310
- Multimedia: Jean-François Ducis / Q2500310